# Hans-Martin Linde
Hans-Martin Linde (Werne, 24 mei 1930) is een Duits blokfluit- en traversovirtuoos, componist, dirigent en muziekpedagoog.

## Levensloop
Linde groeide op in Iserlohn/Westfalen en had muzikale ouders.  Hij studeerde van 1947 tot 1951 aan de Freiburger Musikhochschule bij Gustav Scheck (fluit) en Konrad Lechner (componeren). Hij ging vervolgens les geven aan het Muziekconservatorium in Iserlohn. Hij begon zich toe te leggen op de blokfluit en de traversofluit. In 1955 werd hij fluitist bij de Cappella Coloniensis en begon aan een lange samenwerking, in het kader van de Westdeutscher Rundfunk. Hij leerde er August Wenzinger kennen, de directeur van de Schola Cantorum Basiliensis. Vanaf 1957 doceerde Linde in Bazel historische fluitinstrumenten en in 1971 werd hij adjunct-dirigent van het Vocaal Ensemble binnen de Schola Cantorum. Hij heeft talrijke blokfluitspelers opgeleid.
Van 1976 tot 1979 was hij departementshoofd in Bazel en van 1979 tot 1995 doceerde hij koordirectie en uitvoeringspraktijk. Hij was tevens hoofddirigent van het koor van de Muziekacademie. 
Als solist op blokfluit en traverso genoot hij weldra een grote reputatie als uitvoerder van het barok en klassiek repertoire. Hij werkte actief mee met het Collegium Aureum. Daarnaast stichtte hij het Linde-Consort, waarmee hij concerten gaf en vele platenopnamen realiseerde.
In de tweede helft van de twintigste eeuw heeft Linde bijgedragen tot het succes van de blokfluit, als virtuoos, als auteur van studieboeken, als componist van nieuwe werken voor blokfluit en als heruitgever en bewerker van talrijke bestaande composities.
Als componist schrijft hij werken voor orkest, voor kamermuziekensemble en voor koor. Zijn composities voor blokfluit zijn vaste waarden geworden in het hedendaagse repertoire.Hij gebruikt avantgardistische en experimentele speltechnieken. 
Linde was jurylid voor het internationaal concours barokinstrumenten in het kader van het Festival Musica Antiqua in Brugge en dit voor de jaren 1972, 1978, 1981, 1984 en 1990.

## Publicaties
- Handbuch des Blockflötenspiels, (ISBN 3-7957-2531-3)
- Kleine Anleitung zum Verzieren alter Musik, Mainz 1958
- Arcangelo Corelli, La Follia, herwerking
- Amarilli mia bella, recorder solo
- Music for a bird, Alto recorder solo
- Sonate in d (1961), Alto recorder and piano
- Sonata, Alto recorder and organ
- Kinder-Suite, 3 recorders
- Music for two, recorder, guitar
- Musica da camera, recorder, guitar
- Trio, recorders
- Trio, Alto recorder, flute and harpsichord (piano)
- Four caprices, unaccompanied alto recorder or flute
- Miniatures, soprano recorder solo
- Jazzy tunes, recorder, piano
- Five studies, Alto recorder, piano
- Three Skizzen Alto recorder, violin and piano (harpsichord)
- Anspielungen, flute
- Concerto, recorder (alto, sopranoino and bass) and string orchestra
- Die Zahl ist nichts : Madrigal, mixed choir
- Fairy Tales, soprano, alto, tenor and bass recorder changing
- Fantasias and Scherzi, Alto recorder
- Musical Paintings, Alto recorder and piano
- Notabene, harpsichord
- Reminiscences, 4 recorders (ATTB)
- Sechs Eichendorff-Gesänge, mixed choir
- Serenade, soprano- or tenor recorder
- Serenata a tre, 3 recorders (SAT), guitar and cello (viola da gamba)
- Suite, 4 recorders (SATB)
- Una Follia nouva, Alto recorder
- Zwiegespräche, recorder (alto recorder, tenor recorder) and cello

## Discografie
- Amarilli mia bella (1971), Hommage aan Johann Jacob van Eyck
- Capriccio (1963)
- Craig’s Toy (1995)
- Drei Skizzen (1990)
- Fantasien und Scherzi (1963)
- Five Studies (1974)
- 3 Jazzy Tunes
- Konzert (1991)
- Maerchen (1977), naar "Der metaphysische Kanarienvogel"  van Hans von Flesch-Brunningen (1919)
- Music for a bird (1968)
- Music for two (1983)
- Musica da camera (1972)
- Neuzeitliche Übungsstücke (1958)
- Quartett-Übung (1961)
- Serenata a tre (1964)
- Sonate in d moll (1961)
- Suite (1993)
- Trio (1960)
- Una Follia nouva (1989)